# Monde musulman pendant la Seconde Guerre mondiale
 (novembre 2023).
La mise en forme du texte ne suit pas les recommandations de Wikipédia : il faut le « wikifier ».
Les points d'amélioration suivants sont les cas les plus fréquents. Le détail des points à revoir est peut-être précisé sur la page de discussion.
- Les titres sont pré-formatés par le logiciel. Ils ne sont ni en capitales, ni en gras.
- Le texte ne doit pas être écrit en capitales (les noms de famille non plus), ni en gras, ni en italique, ni en « petit »…
- Le gras n'est utilisé que pour surligner le titre de l'article dans l'introduction, une seule fois.
- L'italique est rarement utilisé : mots en langue étrangère, titres d'œuvres, noms de bateaux, etc.
- Les citations ne sont pas en italique mais en corps de texte normal. Elles sont entourées par des guillemets français : « et ».
- Les listes à puces sont à éviter, des paragraphes rédigés étant largement préférés. Les tableaux sont à réserver à la présentation de données structurées (résultats, etc.).
- Les appels de note de bas de page (petits chiffres en exposant, introduits par l'outil «  Source ») sont à placer entre la fin de phrase et le point final[comme ça].
- Les liens internes (vers d'autres articles de Wikipédia) sont à choisir avec parcimonie. Créez des liens vers des articles approfondissant le sujet. Les termes génériques sans rapport avec le sujet sont à éviter, ainsi que les répétitions de liens vers un même terme.
- Les liens externes sont à placer uniquement dans une section « Liens externes », à la fin de l'article. Ces liens sont à choisir avec parcimonie suivant les règles définies. Si un lien sert de source à l'article, son insertion dans le texte est à faire par les notes de bas de page.
- La présentation des références doit suivre les conventions bibliographiques. Il est recommandé d'utiliser les modèles {{Ouvrage}}, {{Chapitre}}, {{Article}}, {{Lien web}} et/ou {{Bibliographie}}. Le mode d'édition visuel peut mettre en forme automatiquement les références.
- Insérer une infobox (cadre d'informations à droite) n'est pas obligatoire pour parachever la mise en page.

Pour une aide détaillée, merci de consulter Aide:Wikification.
Si vous pensez que ces points ont été résolus, vous pouvez retirer ce bandeau et améliorer la mise en forme d'un autre article.
Cet article traite des liens qui ont existé entre le monde musulman, les Alliés et l'Axe pendant la Seconde Guerre mondiale. Durant la guerre, des Arabes et des musulmans ont combattu tant du côté des Alliés, comme les volontaires du Maghreb en France ou la Légion arabe en Irak, que de l'Axe, comme les divisions SS bosniaques en Yougoslavie ou des volontaires caucasiens sur le Front de l'Est.
Le monde musulman fut un champ de bataille géographique et idéologique pour les Alliés et l'Axe. Il était d'un grand intérêt pour ses ressources minérales, routes, et parfois humaines.
Durant la première moitié du XXe siècle, la très grande majorité des pays actuels du monde arabe n'étaient pas indépendants. Les empires coloniaux français et britannique, ainsi que l'URSS, en avaient en grande partie le contrôle.

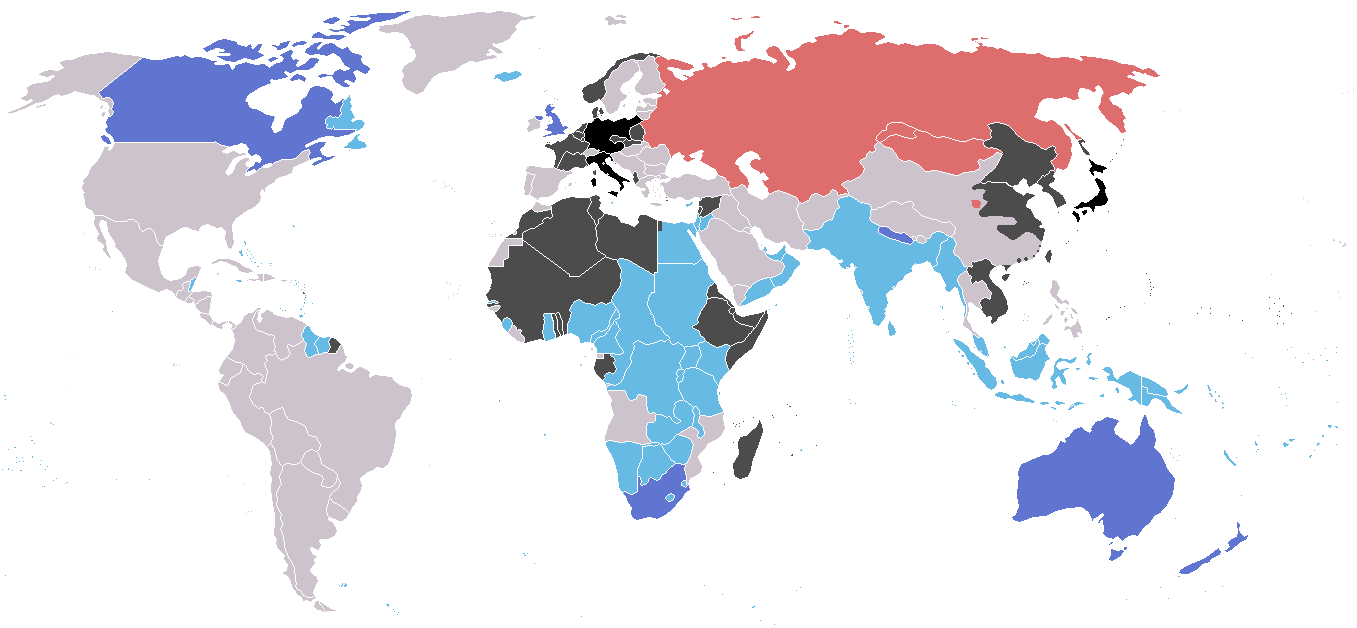
Juillet 1940, en noir, l'Axe, en gris foncé : ses alliés, les zones occupées et les colonies.

## Moyen-Orient et Afrique du Nord

### Afrique française du Nord
La situation fut complexe et contrastée suivant la politisation en Afrique française du nord et suivant le vieil adage « Les ennemis de mes ennemis sont mes amis ».

#### Collaboration et engagement dans l'armée allemande
Dès le départ, la plupart des partis collaborationnistes comme le PPF de Doriot ou le RNP de Marcel Déat avaient constitué des sections nord-africaines.
Après la défaite de 1940, les différents services de renseignements allemands et en particulier la section III F de l’Abwehr à Paris où travaille Richard Christmann vont développer des liens avec certains militants indépendantistes nord-africains dont la plupart rejoindront la collaboration. Il y a lieu de remarquer que le problème ne se présente pas de la même manière pour les trois pays, Maroc, Algérie et Tunisie, car chacun avait un statut particulier vis-à-vis de la France. L'Algérie était un territoire français, le Maroc et la Tunisie étaient des protectorats. En Tunisie, par opposition aux deux autres pays, la plupart des militants indépendantistes étaient en prison.
Du côté tunisien, c’est ainsi qu’Habib Bourguiba et ses compagnons de son parti politique "Neo-Destour" emprisonnés au haut-fort Saint Nicolas à Marseille depuis les évènements en Tunisie du 9 avril 1938, furent, après l'occupation de la zone libre par les Allemands, transférés à la prison Montluc (18 novembre 1942) puis au Fort de Vancia jusqu’à ce que Klaus Barbie les fasse libérer et conduire à Chalon-sur-Saône sur ordre de Berlin. Ils furent ensuite remis aux autorités italiennes à Nice et conduits à Rome pour être reçus avec tous les honneurs en compagnie de Salah Ben Youssef et Slimane Ben Slimane, le 9 janvier 1943, à la demande de Benito Mussolini. Celui-ci espérait utiliser leur mouvement pour affaiblir la résistance française en Afrique du Nord. Habib Bourguiba, sous la contrainte, s'y déroba en prononçant le 6 avril 1943 une allocution à Radio Bari faisant allusion aux excès du colonialisme français et demandant au peuple tunisien de s'unir autour de son souverain Moncef Bey et de se méfier des « convoitises étrangères ».
Du côté algérien, les Allemands soutiennent les militants indépendantistes souvent issus du Parti du peuple algérien comme Mohamed Seghir Nekkache, Si Djilani, Mohamed el-Maadi au service de la Gestapo française, ou Saïd Mohammedi qui s’engage dans la Waffen-SS et combat sur le Front de l’Est.
Certains sont formés aux actions de renseignement et de sabotage et envoyés dans leur pays d’origine pour se livrer à des actions terroristes pour combattre les troupes alliées.
L’action de propagande est menée à travers des journaux comme Er Rachid qui paraît entre janvier 1943 et août 1944 ou le Centre de propagande arabe surnommé Comité Yassine du nom du fondateur du Comité d'action révolutionnaire nord-africain - CARNA Abderrahmane Yassine. [pas clair]Il y est défendu par l’union des trois pays et son indépendance.
Le gouvernement de Vichy créa la Phalange africaine en novembre 1942 pour combattre les forces alliées débarquées en Afrique du Nord alors qu'elles se lancent à la conquête de la Tunisie.

#### Résistance et participation aux combats de la Libération
Parmi les soldats maghrébins de l'armée française qui furent faits prisonniers en France après la débâcle de juin 1940, un grand nombre, intégré dans le service du travail obligatoire en France au profit des Allemands, s'évada pour rentrer dans la clandestinité en rejoignant les rangs de la résistance française en particulier dans la ville du Mans. À titre d'exemple, on peut citer le Tunisien Hedi Abdelkader, sergent du 8e RTT et l'Algérien, le lieutenant Said Belhaffaf, né le 23 novembre 1889 à Constantine et retraité de l'armée française. Le Tunisien intégra la résistance française dans l’organisation civile et militaire (OCM) sous le no 25, le 1er novembre 1942 où Said Belhaffaf était un des activistes. Hedi Abdelkader réintégra l'armée tunisienne à l'indépendance de la Tunisie en 1956 et prit sa retraite anticipée en 1963 avec le grade de capitaine. Il dirigea l'Association tunisienne des anciens combattants et victimes de guerre pendant plusieurs années et décéda le 1er février 2010 à l'âge de 91 ans.
Après le coup d'État du 8 novembre 1942 à Alger, dans le cadre de l'opération Torch, de nombreux musulmans des colonies nord-africaines furent engagés dans les forces alliées au sein de l'armée française de la Libération et engagés sur les fronts italiens et français. En Algérie, la conscription engagea environ autant de musulmans que de pieds-noirs (européens) dans l'armée française. Les tirailleurs marocains (goumiers), souvent d'origine berbère, furent également engagés. Les futurs présidents de l'Algérie Ahmed Ben Bella et Mohamed Boudiaf, engagés volontaires et décorés.
Lors des combats de l'Indépendance tant en Algérie qu'en Tunisie, on retrouve parmi les leaders des personnes qui s'étaient engagées soit d'un bord soit de l'autre. Les services de renseignements allemands continuent de mener la même politique auprès des militants indépendantistes et pendant la guerre d’Algérie, ils aident à la fourniture d’armes au FLN.

### Protectorats britanniques
Dans les régions sous contrôle britannique, le royaume d'Égypte, la Palestine mandataire etc., des mouvements indépendantistes et nationalistes arabes voient dans l'Axe un moyen de s'émanciper de la tutelle coloniale. C'est ainsi que des dizaines de juifs sont arrêtés au Caire en 1942, en prévision d'une éventuelle arrivée des troupes allemandes.
Les Allemands exploitèrent le ressentiment contre la domination britannique et se trouvèrent des alliés, ainsi le mufti de Jérusalem Amin al-Husseini, ou encore Rachid Ali al Gaylani, premier ministre du royaume d'Irak, dont les Britanniques durent écraser le putsch lors de la guerre anglo-irakienne d'avril-mai 1941.
Une unité de la Waffen SS fut constituée de volontaires issus du sous-continent indien : la SS Freies Indien Legion, dont les membres étaient hindous, sikhs ou musulmans.

### Iran
Les rapprochements de Reza Shah avec l'Allemagne qui contribuait beaucoup à l'industrie du pays (premier partenaire commercial de l'État impérial d'Iran en 1939) inquiètent les Britanniques. Quand la guerre éclate, les Britanniques demandent à Reza Shah d'expulser les citoyens allemands du pays, ce qu'il refuse. Reza Shah, ayant déclaré la neutralité de l'Iran, refuse à nouveau une demande des Alliés de se servir du pays pour faire passer des munitions, ce qui pousse la Grande-Bretagne et l'URSS à envahir l'Iran le 25 août 1941. Reza Shah est forcé d’abdiquer en faveur de son fils Mohammad Reza Pahlavi. Les Alliés se servent du pays pour faire parvenir du matériel militaire à l'URSS, grâce au corridor perse.

### Turquie
La Turquie sous la présidence de Mustafa Kemal Atatürk avait une politique fortement antinazie, Mustafa Kemal se réconcilie avec la Grèce de Venizélos et la France. Il se rapproche également de la Yougoslavie et de la Roumanie pour verrouiller les Balkans contre l'influence de l'Allemagne nazie. Il nomma le dönmeh Tevfik Rüştü Aras à la tête du Ministère des Affaires Étrangères. La Turquie a par ailleurs accueilli de nombreux universitaires allemands d'origine juive fuyant le nazisme, comme Hirsch, Neumark, Eckstein, Reichenbach ou encore Richard von Mises et fut ensuite un lieu de transit pour un nombre encore mal connu (entre 12 000 et 100 000) de Juifs fuyant la Shoah. Le consul de Turquie à Rhodes, Selahattin Ülkümen, a été Juste parmi les nations en 1990.
Pendant la Seconde Guerre mondiale, la Turquie présidée par Ismet Inönü reste neutre avec une situation ambiguë, en mai 1939, des négociations aboutissent à un pacte anglo-turc et l'on prépare un pacte entre la Turquie, la France et le Royaume-Uni s'engageant à se porter assistance en cas d'agression contre la Turquie et en Méditerranée orientale. Ankara signe un pacte d'amitié turco-allemand le 18 juin 1941, et ne déclare la guerre à l'Allemagne que fin février 1945.

## Indes orientales néerlandaises
À la fin des années 1930, les Japonais diffusaient dans les Indes orientales néerlandaises (qui comptaient alors près de 60 millions de musulmans) de la propagande indiquant que l'empereur Hirohito allait finir par se convertir à l'islam et qu'il prendrait à cette occasion la tête d'un « Empire-Califat du Grand Japon ».
Cependant, une fois les Indes orientales conquises puis occupées en 1942, la compréhension des Japonais du fait religieux musulman s'avéra en deçà de celle de leurs prédécesseurs néerlandais comme en témoigne la proposition absurde de plusieurs hauts-gradés de l'Armée impériale de déplacer le lieu du pèlerinage obligatoire (hajj) de La Mecque à Singapour afin que cette ville sous occupation japonaise devienne le nouveau centre du monde musulman. La prétention des Japonais à avoir un Empereur divin en la personne d'Hirohito posa également rapidement problème aux musulmans de l'archipel car cela entrait en contradiction directe avec leurs croyances fondées sur le monothéisme islamique (tawhid). L'insistance des Japonais sur les similarités entre shintoïsme et islam, initialement pensée pour arrondir les angles, n'améliora guère la situation et poussa la plupart des savants musulmans (ouléma) à rejeter les nouveaux occupants. Ce à quoi ces derniers ne purent répondre, de peur de s'aliéner un archipel sur lequel ils n'avaient qu'un fragile contrôle. La passivité des Japonais à l'égard des savants musulmans leur permit donc d'organiser des réseaux qui s'avérèrent décisifs lors de la future guerre de libération contre les Néerlandais (1945-1949). Cependant, la relative impunité dont ils jouissaient contribua à leur donner une image de collaborateurs que les partisans de la laïcité exploitèrent au moment de l'indépendance afin d'empêcher l'Indonésie de devenir un État islamique.

## Balkans
Les Bosniaques (Bosniens musulmans) et les Albanais furent pour certains des alliés objectifs de l'Axe en raison de leurs contentieux avec les Serbes. Mais bon nombre entrèrent dans la résistance communiste en Bosnie-Herzégovine, Kosovo, Albanie, Monténégro, Serbie, Bulgarie dirigée par Tito. Le cœur de la résistance, la République de Bihać, était peuplé majoritairement de musulmans. En 2010, 65 Albanais, en majorité musulmans, ont été faits Justes parmi les nations.
En 1943, le mufti de Jérusalem, Hadj Amin al-Husseini trouve chez les nazis, ennemis de l'empire britannique, des alliés de circonstance dans sa lutte contre le transfert des juifs européens vers la Palestine (il voulait créer une légion palestinienne, cependant très peu d’Arabes et de palestiniens l’ont suivi, et selon Gilbert Achcar « Les Arabes et les Berbères qui combattirent dans les rangs des Alliés durant la Seconde Guerre mondiale sont considérablement plus nombreux que ceux qui combattirent dans les rangs des pays de l'Axe. »). Il se rend en Yougoslavie et participe au recrutement de la 13e division SS de montagne Handschar et de la 23e division SS de montagne Kama[réf. à confirmer]. Cette division est composée de Bosniens musulmans. Fut aussi créée une division albanaise (voir 21e division SS de montagne Skanderberg). Après la guerre, la Yougoslavie demande à la France, sans succès, l'extradition du mufti afin qu'il soit jugé.
Des divisions SS furent aussi constituées de chrétiens et de musulmans du Caucase et d'Asie centrale, comme la Osttürkischer Waffen-Verband der SS.

## URSS
Entre 150 000 et 300 000 musulmans soviétiques principalement turcophones ont combattu aux côtés de l'Axe contre l'Union soviétique.
Les musulmans d’Union soviétique ont aussi été recrutés en grand nombre dans les rangs de l’Armée rouge.

### Tchétchénie-Ingouchie

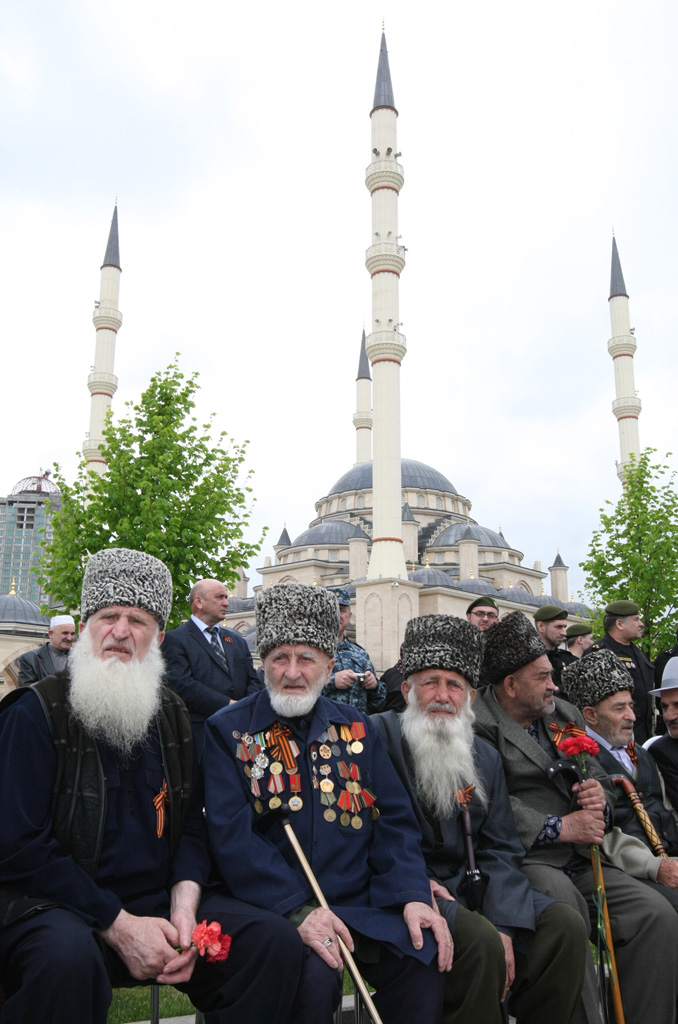
Vétérans tchétchènes de la Seconde Guerre mondiale à Grozny, le 09 05 2011 (Jour de la Victoire).

La supposée collaboration active des Tchétchènes avec l'Allemagne Nazie (qui ne concerna que 14 individus selon Yavus Akhmadov (ru) et 100 selon Babak Rezvani) servit a posteriori de prétexte à Staline pour dissoudre leur pays et les déporter en Asie centrale, d'où ils ne purent revenir qu'en 1957. Si la plupart se trouvaient à l'arrière au moment de la déportation, 16 500 furent directement déportés depuis le front.
Le nombre total de Tchétchènes ayant servi dans l'armée rouge pendant la Seconde Guerre mondiale est estimé à 50 000 par l'historien britannique Norman Davies. D'autres auteurs, plus prudents, avancent quant à eux le chiffre de 40 000 en incluant aussi les Ingouches,. Parmi eux, on trouvait un grand nombre de volontaires, la conscription dans la RSSA tchétchéno-ingouche n'ayant été en vigueur qu'au début de la guerre (jusqu'en mars 1942). Début octobre 1942, 44 Tchétchènes (dont le célèbre Khanpacha Nouradilov) avaient déjà été décorés pour faits de bravoure, un nombre particulièrement élevé puisqu'il dépasse celui de plusieurs ethnies plus volumineuses.
À l'arrière, la Tchétchénie s'avéra vitale à l'effort de guerre soviétique de par sa production de carburant aviation qui était la plus importante de toute l'URSS. Ainsi, presque tous les avions de combat soviétiques engagés dans le conflit utilisaient de l'essence produite dans les usines de Grozny.

#### Ouvrages publiés par des maisons d'édition spécialisées dans les sciences humaines
- David Motadel (trad. de l'anglais par Charlotte Nordmann et Marie Hermann, préf. Christian Ingrao), Les musulmans et la machine de guerre nazie [« Islam and Nazi Germany's War »], la Découverte, 2019 (ISBN 978-2-7071-9934-8)
- Le monde arabe et la Seconde guerre mondiale: guerre, société, mémoire histoires en partage en Afrique du Nord et au Moyen-Orient, Maisonneuve & Larose nouvelles éditions-Hémisphères éditions, 2022 (ISBN 978-2-37701-141-4)
- Martin Cüppers et Klaus-Michael Mallmann (trad. Barbara Fontaine), Croissant fertile et croix gammée: le Troisième Reich, les Arabes et la Palestine, Verdier, coll. « Histoire », 2009 (ISBN 978-2-86432-591-8)
- (en) Stanford J. Shaw, Turkey and the Holocaust : Turkey’s Role in Rescuing Turkish and European Jewry from Nazi Persecution, 1933–1945, Palgrave Macmillan UK, 1993 (ISBN 978-1-349-13043-6 et 978-1-349-13041-2, DOI 10.1007/978-1-349-13041-2, lire en ligne)
- (en) Arnold Reisman, Turkey's modernization: refugees from nazism and Atatürk's vision, New Academia publishing, 2006 (ISBN 978-0-9777908-8-3)
- (en) Barry Rubin et Wolfgang G. Schwanitz, Nazis, Islamists, and the Making of the Modern Middle East (en), Yale University Press, 2014 (ISBN 978-0-300-14090-3)

#### Ouvrages publiés par des maisons d'édition d'extrême-droite
- Stafano Fabei, Le Faisceau, la croix gammée et le croissant, Akribea, 2006.
- Claudio Mutti, Le Nazisme et l'Islam, Éditions Ars magna.